# تورویل و دین
تورویل و دین (انگلیسی: Torvill and Dean) (جین توریل و کریستوفر دین) دو رقصنده روی یخ سابق اهل انگلستان هستند.
از افتخارات آنها می‌توان به کسب مدال طلا در بازی‌های المپیک زمستانی ۱۹۸۴ و کسب مدال برنز در بازی‌های المپیک زمستانی ۱۹۹۴ اشاره کرد.